# Tsurezuregusa
Tsurezuregusa (徒然草? lett. Appunti presi durante le ore d'ozio, tradotto anche come Ore d'ozio o Momenti d'ozio) è una raccolta scritta da Yoshida Kenkō tra il 1330 e 1332, composta da 243 prose, di varia lunghezza, nelle quali si tratta degli argomenti più vari, spesso esprimendo giudizi contrastanti sui medesimi oggetti, dovuti alla diversità del tempo di composizione o al variare degli stati d'animo. Tuttavia l'opera contiene motivi conduttori che richiamano i concetti del buddhismo zen.

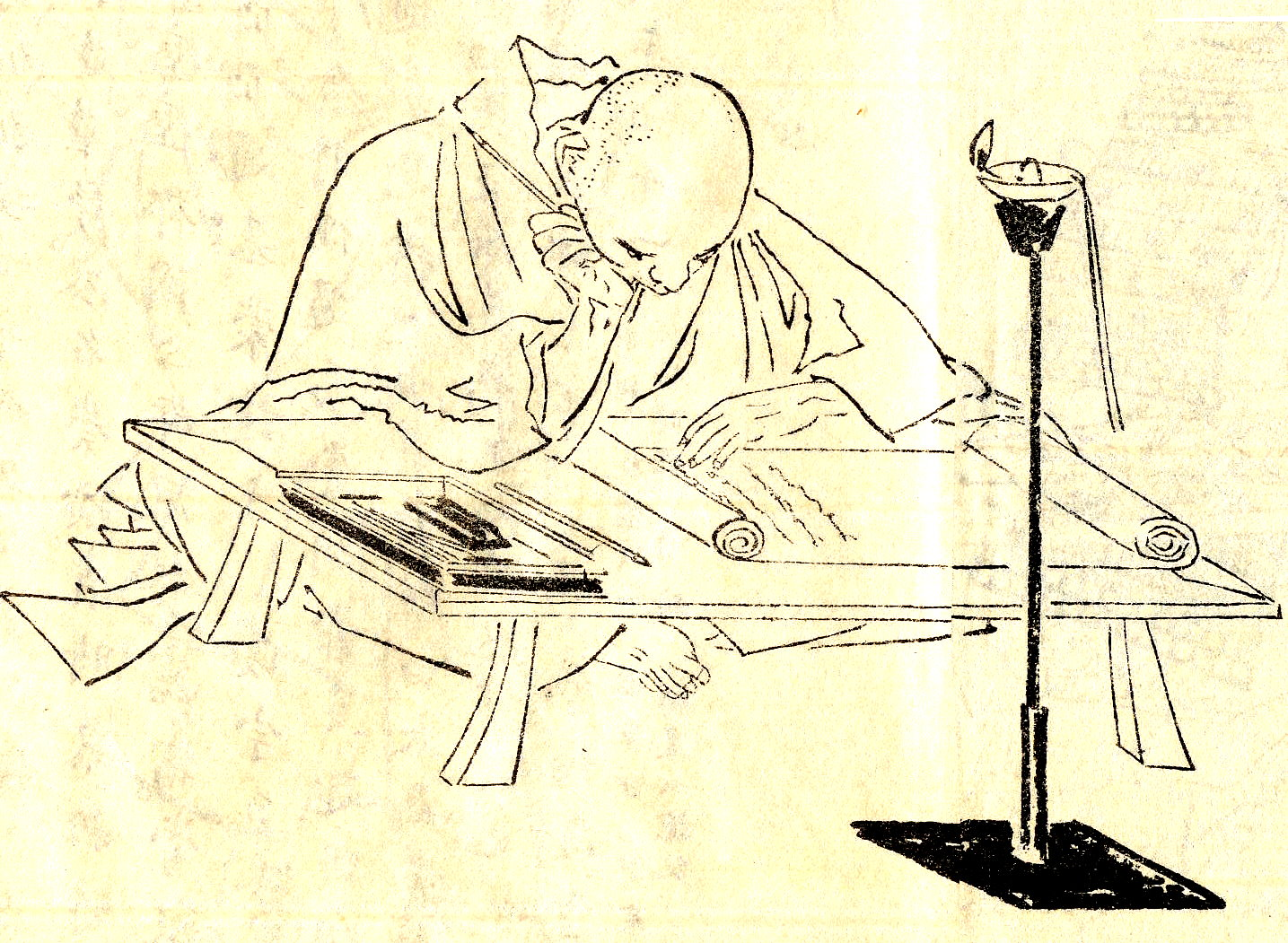
Yoshida Kenko

La raccolta è considerata ampiamente un gioiello della letteratura giapponese e uno dei tre lavori rappresentativi del genere letterario Zuihitsu, insieme a Makura no Sōshi e Hōjōki.

## Struttura e contenuto
Tsurezuregusa comprende una prefazione e 243 prose (段?, dan), di varia lunghezza. Kenko, essendo un monaco buddista, scrive verità del buddhismo, e i temi della morte e dell'impermanenza prevalgono all'interno del lavoro, ma la raccolta contiene anche brani dedicati alla bellezza della natura così come alcuni sugli incidenti divertenti. L'opera originale non è stata divisa o numerata e può essere fatta risalire al XVII secolo.

L'opera prende il nome dalla sua prefazione:
つれづれなるまゝに、日暮らし、硯にむかひて、心にうつりゆくよしなし事を、そこはかとなく書きつくれば、あやしうこそものぐるほしけれ。
Tsurezurenaru mama ni, hikurashi, suzuri ni mukaite, kokoro ni utsuriyuku yoshinashigoto wo, sokowakatonaku kakitsukureba, ayashū koso monoguruoshikere.

Nella traduzione di Donald Keene, つれづれ (tsurezure) viene reso come "avere niente di meglio da fare":

La traduzione di George Bailey Sansom lo rende invece così:
La traduzione più nota in lingua inglese è quella di Donald Keene (1967). Nella sua prefazione, Keene afferma che, delle sei traduzioni fatte prima in lingua inglese e tedesca, quella di George Bailey Sansom si distingue dalle altre. L'opera è stata pubblicata dalla Asiatic Society of Japan nel 1911 come The Tsuredzure Gusa of Yoshida No Kaneyoshi. Being the meditations of a recluse in the 14th Century.

## Traduzioni in lingua italiana
- Ore d'ozio, a cura di Marcello Muccioli, Leonardo da Vinci, Bari, 1965; SE, Milano, 1995; Feltrinelli, Milano, 2012
- Momenti d'ozio, a cura di Donald Keene, trad. di Adriana Motti, Adelphi, Milano, 1975
- Pensieri nella quiete, a cura di Luigi Soletta, EMI, Bologna, 2000
- Ore d'ozio. Tsurezuregusa, a cura di Adriana Boscaro, trad. di Luisa Randazzo, Marsilio, Venezia, 2014